# Chrám Nanebevstoupení Páně (Almaty)
Chrám Nanebevstoupení Páně je chrámem Ruské pravoslavné církve v kazachstánském městě Almaty.

## Dějiny
Již po polovině 19. století diskutovali první biskupové Turkestánské eparchie o potřebě postavit ve městě Almaty ruský pravoslavný kostel pro tamní narůstající komunitu křesťanů. 26. září 1903 Paisij Vinogradov, biskup z Taškentu a Turkestánu, požehnal zakládací kámen nového kostela. Chrám byl postaven v letech 1904 až 1907, stavbu provedl inženýr architekt A. P. Zenkov podle projektu architekta Konstantina Abramoviče Borisoglebského. Od počátku se někdy katedrále říká také Zenkovského katedrála. Zvonice byla postavena 14. září 1906. Stavba byla dokončena v roce 1907 a je druhou nejvyšší dřevěnou stavbou na světě. Chrám sloužil a slouží početné komunitě pravoslavných křesťanů, kteří žijí v kazašské metropoli. Katedrála přežila zemětřesení v roce 1911 s minimálními škodami. V letech 1927 až 1995 byl chrám odňat pravoslavné církvi a využíván pro muzeum, výstavní a koncertní síň. V roce 1995 ho prezident Nursultan Nazarbajev vrátil původnímu vlastníku. V současnosti slouží opět pravoslavné církci. Chrám je vyobrazen i na kazachstánské minci v hodnotě 500 tenge a také na poštovní známce z roku 2003. Je zařazen mezi státní a kulturní památky země.

## Architektura
Chrám je vybudován v eklektickém architektonickém stylu, který nese prvky několika starších architektonických stylů. Jde hlavně o staroruské styly, které byly typické pro ruskou pravoslavnou architekturu. Lze zde najít i prvky neobarokního a neoklasicistní stylu. Dosahuje výšky 54 metrů. Součásti interiéru (ikonostas, ikony) byly vytvořeny v mistrovských dílnách v Moskvě a v Kyjevě.

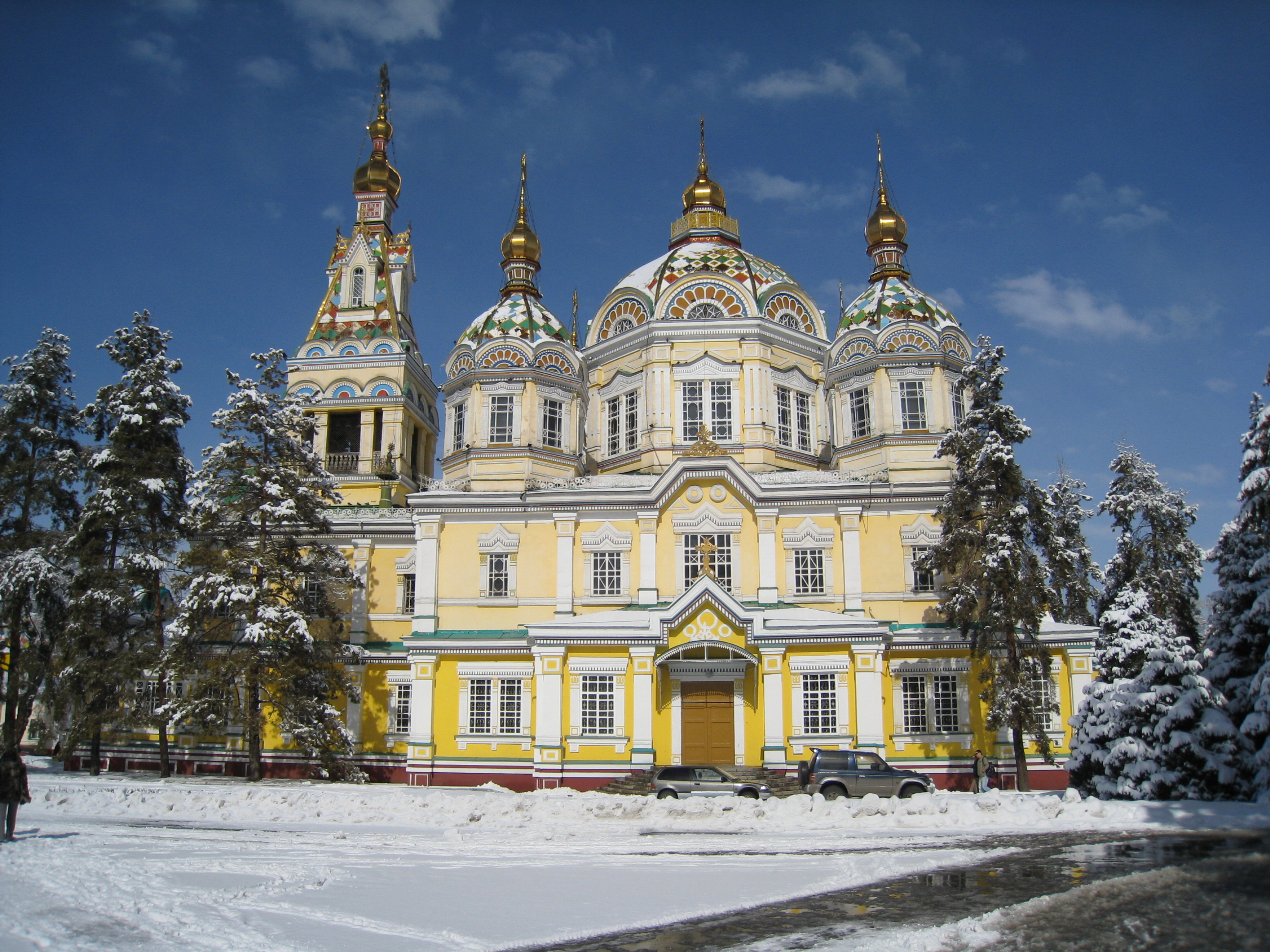
Pohled na katedrálu v zimě